# Xanthophyllum ramiflorum
Xanthophyllum ramiflorum är en jungfrulinsväxtart som beskrevs av V. d. Meijden. Xanthophyllum ramiflorum ingår i släktet Xanthophyllum och familjen jungfrulinsväxter. Inga underarter finns listade i Catalogue of Life.